# Besiki Saldadze
Besiki Saldadze (9 de marzo de 1990) es un luchador uzbeco de lucha grecorromana. Logró la 20.ª posición en campeonato mundial en 2015. Ganó una medalla de bronce en los Juegos Asiáticos de 2014 y un décimo puesto en 2010. Consiguió la medalla de plata en Campeonato Asiático de 2012. Segundo en Campeonato Mondial de Juniores del año 2010.